# Alexandra Westmeier
Alexandra Westmeier (geborene Alexandra Salomatowa, russisch Александра Саломатова; * 1. August 1973 in Tscheljabinsk) ist eine russisch-deutsche Dokumentarfilmerin.

## Leben
Alexandra Salomatowa studierte von 1990 bis 1995 Schauspiel und anschließend 1996/97 Theaterregie an der Staatlichen Akademie für Theaterkunst (Санкт-Петербургская государственная академия театрального искусства) in Sankt Petersburg, danach von 1997 bis 2000 Regie an der Russischen Akademie für Theaterkunst in Moskau. Nach dem Regiestudium arbeitete sie beim russischen Fernsehen. 2001 zog sie zu ihrem Ehemann, dem Kameramann Inigo Westmeier, der seit 1999 ein Aufbaustudium an der Filmakademie Baden-Württemberg in Ludwigsburg absolvierte, nach Deutschland. Am Stuttgarter Studio Theater inszenierte sie im Jahr 2003 Tennessee Williams’ Plötzlich letzten Sommer.
Mit von ihr im Jugendgefängnis ihrer Heimatstadt Tscheljabinsk gedrehtem Material gestaltete sie ihre zwei ersten Langfilme, die einstündige arte-Dokumentation Mama, mir geht es gut und den abendfüllenden Dokumentarfilm Allein in vier Wänden, der im August 2007 auf dem Filmfestival von Locarno gezeigt wurde, 2008 erfolgreich auf dem Sundance Film Festival lief und im November 2009 in die deutschen Kinos kam.
Der Film Lost Reactor wurde 2019 auf dem Achtung Berlin Filmfestival in der Kategorie Beste Kamera Dokumentarfilm ausgezeichnet.

## Filmografie
- 2007: Mama, mir geht es gut
- 2007: Allein in vier Wänden
- 2012: Mariinsky on track
- 2013 – 2014: Stoliza – Das Russische Leben in Berlin
- 2018: LOST REACTOR[5]